# Daylight-Award
Der Daylight-Award (bis 2014 Tageslicht-Award) ist ein internationaler Architektur- und Forschungspreis, der alle zwei Jahre für herausragende Arbeiten im Bereich Tageslichtnutzung vergeben wird. Er zeichnet Wissenschaftler und Architekten aus, die durch Forschung bzw. Architektur zur innovativen Nutzung  von Tageslicht beitragen. Es werden jeweils zwei, jeweils mit 100'000 € dotierte, Preise verliehen; einer im Bereich Forschung und einer im Bereich Architektur. Die Preise werden gemeinsam von der Schweizer Velux-Stiftung und den Dänischen Villum Fonden und Velux Fonden vergeben.

## Verfahren
Die Jury setzt sich zusammen aus sechs bis neun international anerkannten Experten im Bereich der Tageslichtforschung und -architektur.

## Beurteilungskriterien
Der Daylight-Award für Forschung prämiert Fortschritte in der Erforschung des Einflusses von Tageslicht auf die menschliche Gesundheit und Leistungsfähigkeit.
Im Bereich Architektur werden besondere Leistungen bei der Nutzung von Tageslicht ausgezeichnet, die positive Auswirkungen auf das Wohlbefinden und die Lebensqualität der Gebäudenutzer und der Gesellschaft allgemein haben.

## Historie
Der Tageslicht-Award wurde 2007 als Schweizer Architekturpreis ins Leben gerufen, um Bauwerke mit innovativer Tageslichtnutzung auszuzeichnen. Er wurde von der Schweizer Velux-Stiftung verliehen.
Daneben existierten bereits seit 1980 Preise zum Thema Tageslicht, die von den Dänischen Stiftungen Villum Fonden und  Velux Fonden verliehen wurden.
2016 wurden die verschiedenen Preise zusammengelegt und werden seitdem alle zwei Jahre international ausgelobt und an Personen vergeben.

## Anerkennungen / Ehrenpreise (Tageslicht Award bis 2014)
| 2007 | Erweiterung Weingut Gantenbein, Fläsch                         | Bearth & Deplazes Architekten, Chur Gramazio & Kohler Architekten, Zürich |
| 2007 | Passerelle Bahnhof Basel SBB                                   | Cruz y Ortiz arquitectos, Sevilla Giraudi Wettstein Sagel, Lugano         |
| 2010 | Kunst(Zeug)Haus Rapperswil                                     | Isa Stürm Urs Wolf SA, Zürich                                             |
| 2010 | Skyspace Piz Uter, Zuoz                                        | James Turrell, Flagstaff, USA                                             |
| 2010 | Ehrenpreis für ihren Beitrag zur Forschung über das Tageslicht | Anna Wirz-Justice, Universität Basel                                      |
| 2012 | Ehrenpreis der Jury: La Congiunta, Giornico                    | Peter Märkli Architekt, Zürich                                            |
| 2014 | Schulhaus Leutschenbach, Zürich                                | Christian Kerez, Zürich                                                   |

## Preisträger (Tageslicht-Award bis 2014)
| 2007 | Eawag Forum Chriesbach, Dübendorf | Bob Gysin + Partner BGP Architekten, Zürich      | 2014 | Rolex Learning Center, Lausanne | SANAA |
| 2010 | Therme Vals                       | Peter Zumthor & Partner, Haldenstein             |      |                                 |       |
| 2012 | Kirchner Museum, Davos            | Annette Gigon und Mike Guyer Architekten, Zürich |      |                                 |       |

## Preisträger (Daylight-Award ab 2016)
| Jahr | Kategorie   | Preisträger                                                        |
| 2016 | Forschung   | Marilyne Andersen, Professorin für nachhaltige Bautechnik, Schweiz |
| 2016 | Architektur | Steven Holl, Architekt, USA                                        |
| 2018 | Forschung   | Greg Ward, Consultant at Dolby Laboratories, Inc., USA             |
| 2018 | Architektur | Hiroshi Sambuichi, Architekt, Japan                                |

## Jury

### 2007
- Dietmar Eberle, Architekt, ETH Zürich, Vorsitzender
- Roland Stulz, Architekt, Leiter Novatlantis, ETH Zürich
- Jean-Louis Scartezzini, Solar Energy and Building Physics Laboratory, EPFL Lausanne
- Kurt Stutz, Stiftungsratspräsident, Velux Stiftung
- Bodil Wälli-Kamman, Stiftungsrätin, Velux Stiftung

### 2010
- Andrea Deplazes, Architekt, ETH Zürich, Vorsitzender
- Colin Fournier, Architekt, Bartlett School of Architecture, London
- Bob Gysin, Architekt, Gewinner Tageslicht-Award 2007
- Anna Wirz-Justice, Centre for Chronobiology, Universität Basel
- Jean-Louis Scartezzini, Solar Energy and Building Physics Laboratory, EPFL Lausanne
- Roland Stulz, Architekt, Leiter Novatlantis, ETH Zürich
- Kurt Stutz, Stiftungsratspräsident, Velux Stiftung
- Bodil Wälli-Kamman, Stiftungsrätin, Velux Stiftung

### 2012
- Andrea Deplazes, Architekt, ETH Zürich, Vorsitzender
- Colin Fournier, Architekt, Bartlett School of Architecture, London
- Jean-Louis Scartezzini, Solar Energy and Building Physics Laboratory, EPFL Lausanne
- Anna Wirz-Justice, Centre for Chronobiology, Universität Basel
- Urs Wolf, Architekt, Zürich
- Kurt Stutz, Stiftungsratspräsident, Velux Stiftung
- Lene Kann-Rasmussen, Stiftungsrätin, Velux Stiftung

### 2014
- Marc Angélil, Architekt, ETH Zürich, Vorsitzender
- Annette Gigon, Architektin, Gewinnerin des Tageslicht-Award 2012
- Colin Fournier, Architekt, Gastprofessor Chinese University Hong Kong
- Anna Wirz-Justice, Centre for Chronobiology, Universität Basel
- Karin Sander, Architektur und Kunst, ETH Zürich
- Michele Arnaboldi, Architekt,  Accademia Architettura, Mendrisio
- Kurt Stutz, Stiftungsratspräsident, Velux Stiftung
- Lene Kann-Rasmussen, Stiftungsrätin, Velux Stiftung

## Velux Stiftung
Die gemeinnützige Velux Stiftung unterstützt weltweit Forschung zu den Themen Tageslicht, gesundes Altern und Ophthalmologie. Von zentraler Bedeutung ist die Forschung für die bessere Nutzung und die Bedeutung des Tageslichts für Mensch und Natur.
Die Stiftung wurde vom dänischen Industriellen Villum Kann Rasmussen 1980 gegründet.